# Bardaxima marcida
Bardaxima marcida är en fjärilsart som beskrevs av Felder 1874. Bardaxima marcida ingår i släktet Bardaxima och familjen tandspinnare. Inga underarter finns listade i Catalogue of Life.